# Wiosłogon żmijowaty
Wiosłogon żmijowaty (Laticauda colubrina) – gatunek węża morskiego z podrodziny Laticaudinae w obrębie rodziny zdradnicowatych (Elapidae). Występuje w przybrzeżnych wodach morskich Azji Południowej, Azji Południowo-Wschodniej (na północ po Tajwan i archipelag Riukiu) i Oceanii.

## Opis

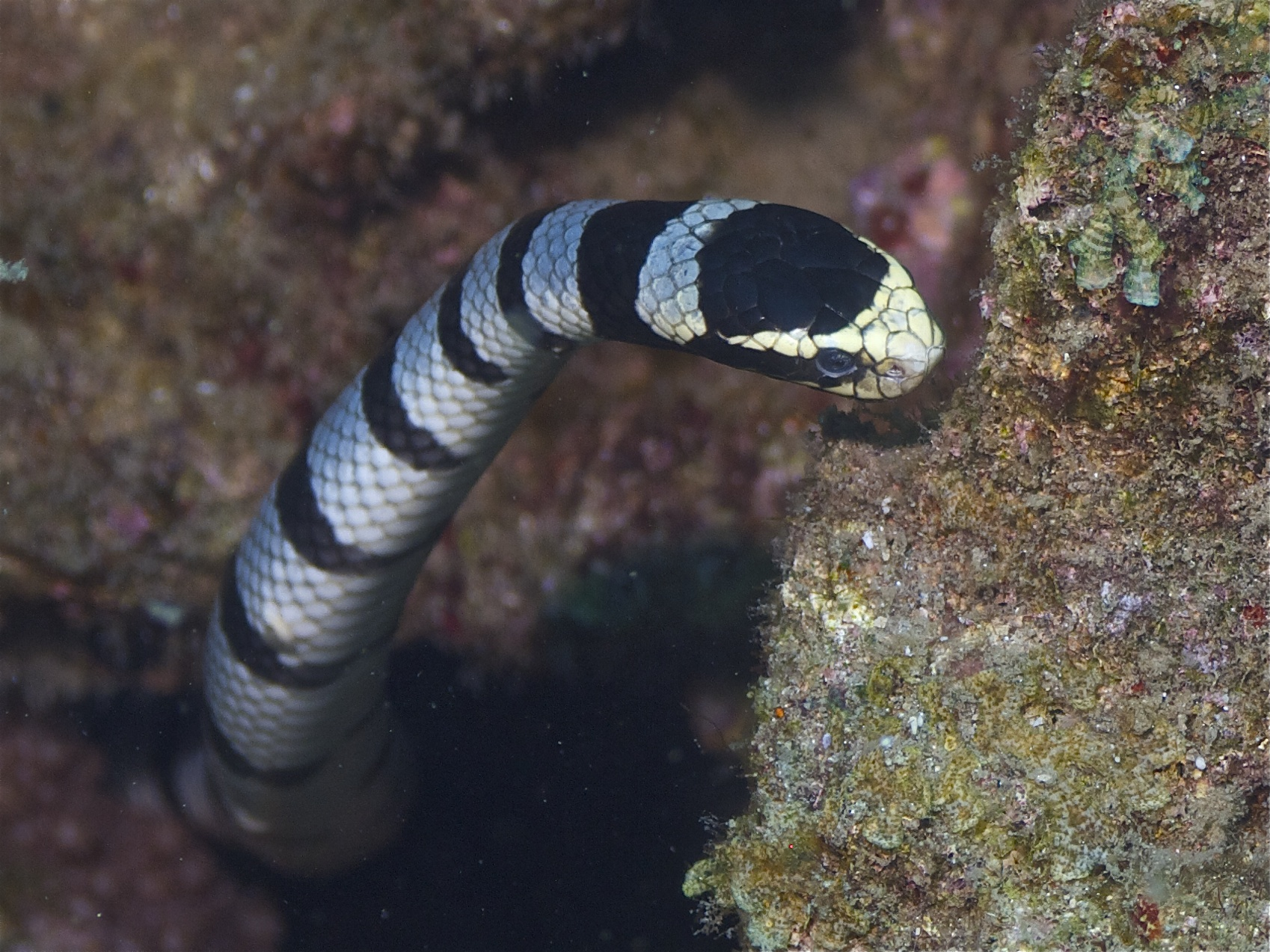
Pysk

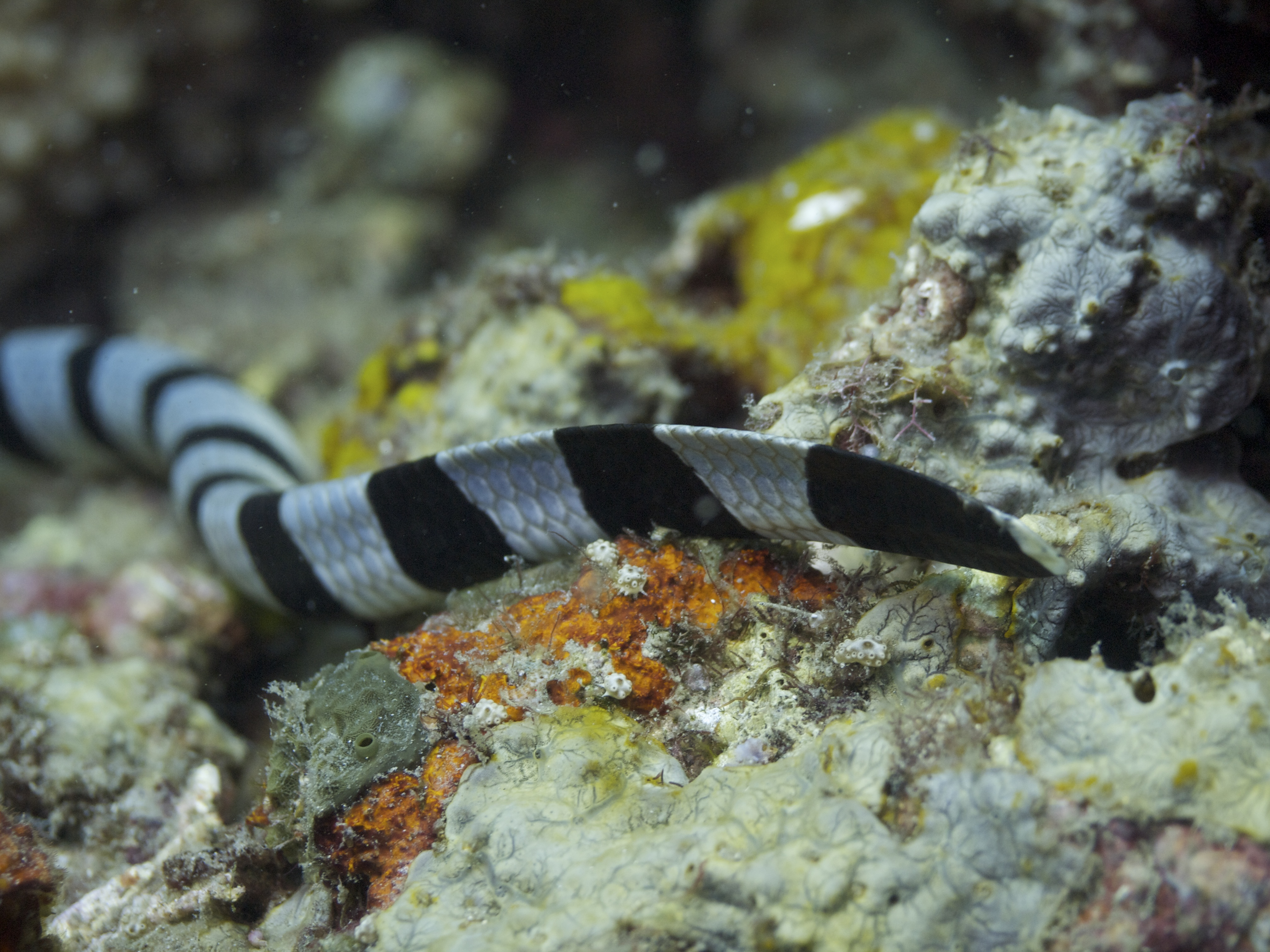
Spłaszczony ogon

Ubarwienie szaroniebieskie z czarnymi pasami, długość 1–2 m. Charakterystyczną cechą jest spłaszczony, wiosłowaty ogon, podobnie jak u innych węży z rodzaju Laticauda.

## Zachowanie
Bardzo jadowity, ale mało agresywny. Samica składa jaja na brzegu, w grotach skalnych.

## Pożywienie
Żywi się głównie rybami.

## Środowisko
Żyje w morskich wodach przybrzeżnych, rafach koralowych i zaroślach namorzynowych.